# Varangfly
Varangfly, offiziell Varangfly A/S, war eine norwegische Regionalfluggesellschaft mit Sitz in Kirkenes.

## Geschichte
Varangfly wurde am 24. Juli 1959 gegründet. Im Jahr 1972 ging die Gesellschaft in die in Tromsø beheimatete Norving über.

## Flugziele
Das Unternehmen führte Charter- und teilweise Linienflüge mit Passagieren und Fracht in Norwegen durch. Die angeflogenen Ziele befanden sich überwiegend im nördlichen Teil Norwegens. Ab etwa 1970 wurden in zunehmendem Umfang auch Ambulanzflüge durchgeführt, die aufgrund der großen Distanzen zwischen den Krankenhäusern in Nordnorwegen erforderlich waren.

## Flotte
Im Laufe ihres Bestehens hatte Varangfly diese Luftfahrzeugtypen eingesetzt:
- Cessna 185[3]
- de Havilland Canada DHC-3 Otter[4]
- Noorduyn Norseman
- Norsk Flyindustri C5 Polar

## Zwischenfälle
Von ihrer Gründung 1959 bis zur Betriebseinstellung 1972 kam es bei Varangfly zu 3 Totalschäden von Flugzeugen, zwei davon mit Cessna 185. Bei einem davon kamen drei Menschen ums Leben.